# 斎創
斎 創（いつき はじめ / さいそう、2月15日 - ）は、日本の漫画家、イラストレーター。
ペンネームは同じ漢字表記でイラストレーターとしては「いつき はじめ」、漫画家としては「さいそう」と読む名義をそれぞれ使用している。

## 来歴
同人活動を行う傍ら、2008年ごろからトレーディングカードゲームの原画や児童書の挿絵などを描いていた。
2019年にそれまで所属していたゲームメーカーを退職し、フリーとなった前後から主にTwitterで発表していたオリジナルの短編漫画が人気を集め、フォロワー数が20万人を突破する大きな反響を呼んだ。
2020年3月、講談社「Palcy」連載の『イケメン彼女とヒロインな俺!?』が商業連載では初の単行本として刊行される。

## 作品リスト
いずれも商業作品。ここに挙げた以外にTwitterやpixivでも不定期にオリジナルの連作短編漫画を公開しており、一部は商業作品として単行本化されている。

### 漫画
- ゼクス学園シリーズ（ブロッコリー『Z/X』公式サイト）
- SGN48 〜私、頂点（センター）目指します〜（ホビージャパン『ウィクロスマガジン』Vol.7 - ）
- イケメン彼女とヒロインな俺!?（講談社『Palcy』、2019年 - 2022年）
- うちの会社の小さい先輩の話（竹書房『ストーリアダッシュ』、2020年 - ）

Twitterで発表していた連作の商業連載版。
- アラサー女勇者とショタオーク（KADOKAWA、2020年）

Twitterで発表していた複数の連作短編を単行本化。

### イラスト
- 萌える! ソロモン72柱の魔神事典（ホビージャパン、2014年）
- 萌える! ギリシャ神話の女神事典（ホビージャパン、2014年）

### 児童書
- あそぼ! おばけのまちがいさがしZ（成美堂出版、2013年）
- マジこわ! おばけのドキドキまちがいさがし（ナツメ社、2014年）
- マンガでわかる科学のふしぎ3年生（成美堂出版、2014年）

### トレーディングカードゲーム
- イナズマイレブンTCG（タカラトミー）
- Z/X（ブロッコリー）
- WIXOSS（タカラトミー）
- 魔法少女 ザ・デュエル（Force of Will）

### その他
- メイドインアビス 烈日の黄金郷（2022年） - 第5話のエンドカード
- 僕の心のヤバイやつ 応援イラスト（アニメ公式Twitter公開[10]、2023年4月28日[10]）